# Dores do Rio Preto
Dores do Rio Preto, amtlich portugiesisch Município de Dores do Rio Preto, ist eine brasilianische Gemeinde im Bundesstaat Espírito Santo. Die Bevölkerung wurde zum 1. Juli 2021 auf 6793 Einwohner geschätzt, die Rio-Pretenser genannt werden und auf einer Gemeindefläche von rund 159,3 km² leben. Der Ort auf 770 Metern Höhe ist als östlicher Eingang zum Caparaó-Nationalpark bekannt.

## Geographie
Die Gemeinde befindet sich auf dem Atlantischen Plateau des brasilianischen Berglandes an der Grenze zu Minas Gerais.
Angrenzende Gemeinden sind in Espírito Santo Guaçuí, Ibitirama, Divino de São Lourenço, in Minas Gerais Caiana und Espera Feliz, im Bundesstaat Rio de Janeiro Porciúncula.
Das Biom ist Mata Atlântica.

### Hydrographie
Durch die Gemeinde fließt der Rio Preto, der in den Rio Itabapoana mündet.

### Klima
Dores do Rio Preto hat gemäßigt warmes Höhenklima, Cfa nach der Klimaklassifikation nach Köppen und Geiger. Die Jahresdurchschnittstemperatur in Dores do Rio Preto liegt bei 19,9 °C, die durchschnittliche Niederschlagsmenge liegt bei hohen 1535 mm.

## Geschichte
Die Gemeinde, deutsch Schmerzensmutter vom schwarzen Fluss, wurde 1964 eigenständig, vorher gehörte sie zu Guaçuí.

## Kommunalpolitik
Bei der Kommunalwahl 2020 wurde Cleudenir José de Carvalho Neto, genannt Ninho, der Partei Cidadania für die Amtszeit von 2021 bis 2024 zum Stadtpräfekten (Bürgermeister) gewählt.

## Wirtschaft
Neben dem Tourismus ist der Kaffeeanbau der wichtigste Erwerbszweig.